# 野生动物学报
《野生动物学报》是中華人民共和國一個野生动物保护管理方面的国家级学术期刊，由国家林业局主管，东北林业大学、中国动物园协会、中国野生动物保护协会主办，国家林业局《野生动物学报》编辑部出版。1978年7月，中華人民共和國林业部决定成立《野生动物保护与利用》编委会。1979年9月试刊，當時期刊名為《野生动物保护与利用》。1980年起在中國國內公开发行，當時為季刊。1983年改为双月刊，并面向全球公开发行。同年将《野生动物保护与利用》改為《野生动物》。2012年，更名為《野生动物学报》。

## 外部連結
- 官方网站